# Bing Thom
Bing Aile Thom, CM (en chinois : 譚秉榮 ; 8 décembre 1940, 4 octobre 2016) était un architecte et designer urbain canadien. Né à Hong Kong, il a immigré à Vancouver avec sa famille en 1950.

## Carrière
Thom a obtenu un baccalauréat en architecture en 1966 à l'Université de la Colombie-Britannique et un master en architecture en 1970, de l'Université de Californie à Berkeley.
Thom est décédé à l'âge de 75 ans d'une rupture d'anévrisme lors d'un voyage à Hong Kong en octobre 2016.